# Курдюков, Николай Сильвестрович
Никола́й Сильве́стрович Курдюко́в (24 октября 1868, Москва — около 1924, Москва) — русский и советский архитектор, реставратор, преподаватель, переводчик и общественный деятель. Один из мастеров московского модерна.

## Биография
Николай Курдюков родился 24 октября 1868 года в семье цехового (отец, Сильвестр Курдюков, работал трамвайным кондуктором). Окончил Учительскую семинарию.
В 1885 году поступил в Московское училище живописи, ваяния и зодчества (МУЖВЗ), где обучался под руководством А. С. Каминского и А. П. Попова, был удостоен малой серебряной медали за программу «Проект Торговых бань». В 1892 году окончил МУЖВЗ со званием неклассного художника архитектуры и большой серебряной медалью за «Проект Дворянского собрания». В том же году продолжил образование в Императорской Академию художеств; во время обучения совершал поездки по древнерусским городам, участвовал в реставрации крепости в Старой Ладоге и Софийского собора в Великом Новгороде. В 1897 году окончил ИАХ со званием архитектора-художника. Два года был в пенсионерской поездке за границей. Самостоятельно овладел английским, французским и немецким языками.
До 1907 года состоял инспектором Строгановского училища. С октября 1907 года работал архитектором училищных зданий МУЖВЗ. С 1913 года состоял московским участковым архитектором, работал в архитектурных мастерских С. Ф. Воскресенского и П. А. Ушакова. Среди построек Н. С. Курдюкова преобладают постройки в стиле модерн и в неорусском стиле.
Параллельно архитектурной практике Н. С. Курдюков занимался преподавательской деятельностью. С 1899 года он читал всеобщую историю архитектуры в МУЖВЗ, до 1907 года вместе с архитектором Ф. А. Когновицким в Строгановском училище вёл обучение студентов техническому рисованию и стилизации цветов, с 1911 года преподавал в Техническом училище.
Н. С. Курдюков состоял членом Московского архитектурного общества (МАО), являлся редактором ежегодников МАО с 1909 по 1911 годы, а с 1912 года являлся библиотекарем Общества. Состоял также членом Комиссии по сохранению древних памятников, работавшей при Московском археологическом обществе. В 1910 году сделал первый перевод на русский язык «Истории архитектуры» О. Шуази, написал ряд научных трудов по истории архитектуры.
После октябрьской революции профессиональная деятельность зодчего прекратилась. В связи с преобразованием МУЖВЗ в Свободные мастерские, отказался от преподавательской деятельности. В 1918 году состоял в должности заведующего группой районных архитекторов Моссовета. В 1920-х годах вместе с архитектором А. А. Желябужским производил ремонтно-реставрационные работы в Покровском соборе. Скончался около 1924 года. Похоронен в Москве на Ваганьковском кладбище; могила утрачена.

## Постройки и проекты
- Реставрация церкви Похвалы Пресвятой Богородицы, что в Башмакове, совместно с П. А. Ушаковым, под наблюдением И. П. Машкова (1900, Москва, Пречистенская набережная, у дома № 45/1), не сохранилась[6][7];
- Доходный дом графа К. А. Хрептович-Бутенева (1902, Москва, Поварская улица, 18)[сн 2];
- Колокольня и трапезная Никольской церкви в Новой слободе, совместно с С. Ф. Воскресенским (1904, Москва, Долгоруковская улица, 18);
- Колокольня церкви Иоанна Воина на Божедомке, совместно с С. Ф. Воскресенским (1908, Москва, район Суворовской площади), не сохранилась;
- Приют для вдов и сирот русских художников имени П. И. Третьякова (1914, Москва, Лаврушинский переулок, 3/8), надстроен в 1942 году;
- Дом Мариинского приюта Братолюбивого общества снабжения в Москве неимущих квартирами (ок. 1910, Москва, Протопоповский переулок, 19);
- Доходный дом М. Г. Щербаковой (1912, Москва, Улица Плющиха, 31);
- Собственный доходный дом (1913, Москва, Колокольников переулок, 10);
- Дом Московского художественного общества (1913, Москва, Мясницкая улица, 21, стр. 7, 8 — во дворе);
- Церковь Спаса Нерукотворного Образа (?) (1910-е, Орехово-Зуево, у ст. Крутое), не окончена строительством, впоследствии разобрана[8];
- Выставочный зал во дворе МУЖВЗ, совместно с В. Г. Шуховым (1910-е, Москва, Мясницкая улица, 21 — во дворе);

Выполнил конкурсные проекты: нового здания Румянцевского музея (1-я премия), театра в Ярославле (рекомендован к приобретению), Хлебной биржи в Москве, университета имени Шанявского (премирован).

## Труды
- Популярные очерки по истории архитектуры / Сост. Н. Курдюков. Вып. I. Египет М., 1903; Вып. II. Древний Восток. М., 1903; Вып. IV. Рим. М., 1906; Вып. III. Греция. М., 1907; Вып. V. Византия. М., 1909.

### Сноски
1. ↑  По другим данным — 1941 год[2].
2. ↑  Здесь и далее проекты и постройки даны по М. В. Нащокиной, с необходимыми дополнениями и уточнениями.